# Adolph von Steinwehr
Baron Adolph Wilhelm August Friedrich von Steinwehr (25. september 1822 – 25. februar 1877) var en tysk hærofficer fra Braunsweig, som emigrerede til USA, blev geograf, kartograf og forfatter samt general i Unionshæren under den amerikanske borgerkrig.

## Tidlige år
Steinwehr blev født i Blankenburg, i hertugdømmet Braunschweig i Tyskland, søn af en militær familie. Han bedstefar kæmpede således i den preussiske hær mod Napoleon.) Han gik på militærakademiet i Braunschweig og blev udnævnt til løjtnant i hæren i 1841. I 1847 tog han sin afsked fra hæren og emigrerede til USA, hvor han slog sig ned i Alabama. Han gjorde tjeneste som ingeniør i U.S. Coastal Survey, hvor han kortlagde grænsen mellem USA og Mexico samt Mobile-bugten i Alabama. Hans ønske om at kæmpe i den Mexicansk-amerikanske krig blev afslået, og han tog tilbage til Braunschweig i 1849. I 1854 kom han tilbage til USA og købte en farm nær Wallingford i Connecticut. Senere flyttede han til staten New York.

## Borgerkrigen
I begyndelsen af borgerkrigen opstillede Steinwehr et regiment, som fortrinsvis bestod af tyske immigranter, 29th New York Infantry, som han kommanderede i Første slag ved Bull Run.
Regimentet lå i reserve under slaget, men udfyldte en vigtig rolle som afskærmning under Unionens tilbagetog. Han blev forfremmet til brigadegeneral den 12. oktober 1861, og havde kommandoen over 2nd Brigade i Louis Blenker's division i Army of the Potomac. Denne brigade blev flyttet til generalmajor John C. Frémont's Mountain Department den 1. april 1862 og den kæmpede i kampagnen i Shenandoah dalen mod generalmajor Stonewall Jackson. Korpset kom inden længe under kommando af generalmajor Franz Sigel, endnu en tysk immigrant, og Steinwehr overtog 2nd Division i dette korps. Det blev tildelt Army of Virginia, under generalmajor John Pope, og deltog i Nordlige Virginia kampagnen, men havde kun en lille rolle i Andet slag ved Bull Run. Selv om korpset sluttede sig til Army of the Potomac kæmpede divisionen ikke i slaget ved Antietam og slaget ved Fredericksburg.
Kommandoen i det der nu blev kaldt XI Korps overgik til generalmajor Oliver O. Howard i 1863, og Steinwehr fortsatte med at lede divisionen i slaget ved Chancellorsville og slaget ved Gettysburg. Steinwehr var således involveret i to pinlige nederlag for Unionen. Korpset blev overrasket af Stonewall Jackson ved Chancellorsville den 2. maj 1863, og det overvældende angreb fra generalløjtnant Richard S. Ewell's Andet Korps på den første dag i slaget ved Gettysburg, 1. juli 1863. Ved Chancellorsville havde Steinwehr's division en brigade, den under oberst Adolphus Buschbeck som var involveret i modstanden mod Jackson's angreb. Ved Gettysburg, da korpset blev tvunget til at trække sig tilbage gennem byen til Cemetery Hill, førte oberst Charles Coster en brigade fra Steinwehr's division ud til udkanten af byen, hvor den ofrede sig selv og dermed gav tid til at de retirerende tropper fra de to andre divisioner kunne nå i sikkerhed. Disse to nederlag undergravede i høj grad kampkraften i XI korps og ydmygede mange af de tyske immigranter i dette korps. Ikke desto mindre var Steinwehr vellidt blandt sine overordnede. Efter Chancellorsville skrev General Howard at Steinwehr's holdning under slaget var "kølig, fattet og velberegnet." Brigadegeneral Alpheus Williams en kollega som divisionskommandør, beskrev ham som en bemærkelsesværdig intelligent og behagelig person."
I september 1863 blev to divisioner fra XI Korps overført til det vestlige operationsområde for at hjælpe med til at undsætte den belejrede Unionshær i Chattanooga. De blev en del af Army of the Cumberland og gjorde tjeneste under generalajor Joseph Hooker i slaget ved Wauhatchie. Buschbeck's brigade var i kamp ved siden af generalmajor William T. Sherman's styrker i slaget ved Chattanooga. Efter dette slag blev XI Korps slået sammen med det ligeledes udmarvede XII Korps og dannede det nye XX Korps. Dette korps kæmpede under generalmajor William T. Sherman i Atlanta kampagnen og Shermans march til havet, men Steinwehr var grundlæggende blevet reorganiseret ud af sit job, og han havde ikke kommandoen over flere kampenheder i krigen. Han tog sin afsked den 3. juli 1865.

## Efter krigen
Efter krigen var Steinwehr beskæftiget som geograf og kartograf. Han vendte tilbage til Connecticut for at blive professor ved Yale University. Han flyttede til Washington, D.C., så til Ohio, og vendte tilbage til New York. Han døde i Buffalo, New York og ligger begravet på Albany Rural Cemetery, Menands, New York.
Steinwehr var en flittig forfatter, bl.a. A School Geography: Embracing a Mathematical, Physical, and Political Descriptions of the Earth (udgivet i 1870); medforfatter til Primary Geography (1870) og An Elementary Treatise on Physical Geography (1873); redaktør af The Centennial Gazetteer of the United States (1874). Han fik opkaldt den prominente Steinwehr Avenue i Gettysburg efter sig.